# Stor-Foskvattnet
Stor-Foskvattnet är en sjö i Krokoms kommun i Jämtland och ingår i Indalsälvens huvudavrinningsområde. Sjön har en area på 5,89 kvadratkilometer och ligger 474 meter över havet.

## Delavrinningsområde
Stor-Foskvattnet ingår i det delavrinningsområde (709273-143676) som SMHI kallar för Utloppet av Stor-Foskvattnet. Medelhöjden är 539 meter över havet och ytan är 20,38 kvadratkilometer. Räknas de 19 avrinningsområdena uppströms in blir den ackumulerade arean 163,31 kvadratkilometer. Foskvattsån som avvattnar avrinningsområdet har biflödesordning 3, vilket innebär att vattnet flödar genom totalt 3 vattendrag innan det når havet efter 280 kilometer. Avrinningsområdet består mestadels av skog (62 procent) och sankmarker (13 procent). Avrinningsområdet har 4,83 kvadratkilometer vattenytor vilket ger det en sjöprocent på 23,7 procent.